# Dialecto tarentino

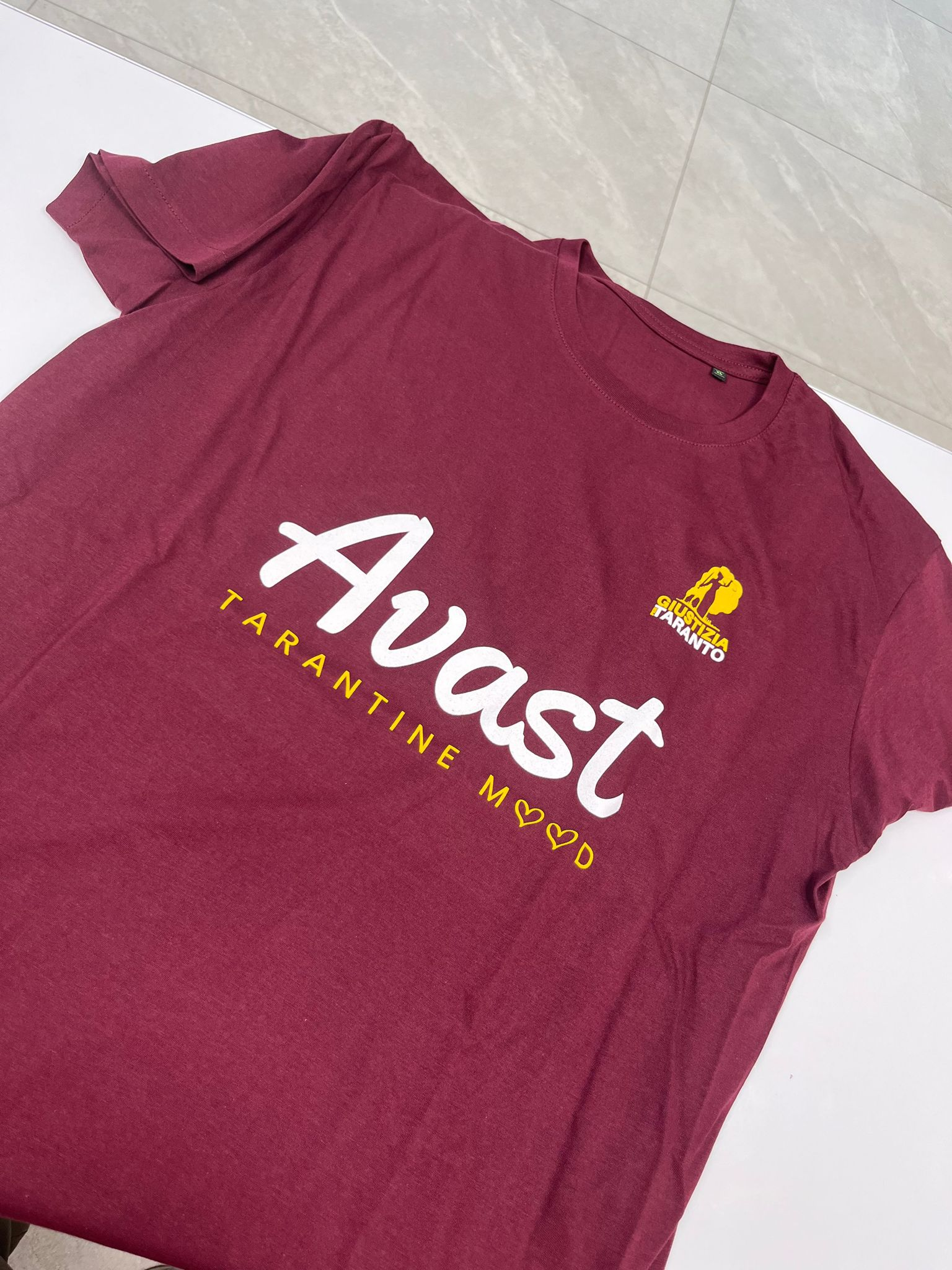
Comunicación mediante dialecto en Tarento.

El dialecto tarentino es un dialecto del grupo napolitano o italiano meridional hablado en la ciudad italiana de Tarento. En la parte noroccidental de la homónima provincia está presente en sus variantes massafrese, crispianese, etc.
Posee la particularidad de ser un idioma comunal, o bien, su variante más genuina se habla dentro de los confines de la ciudad, principalmente en el centro histórico. No obstante, también aquí, con las distintas diferenciaciones comunicativas debidas a los cambios generacionales. De hecho, aunque Tarento limita con otras provincias de la Puglia, en el habla tarentina no se encuentran similitudes con el dialecto salentino o el dialecto barés en el acento, ni en la pronunciación, ni en los artículos de estos últimos.

## Historia
Durante el periodo bizantino y longobardo, el dialecto tarentino adquirió un carácter muy original para la época: la o pasó a ue, la e a ie, y el vocabulario se llenó de nuevos vocablos.
Con la llegada de los normandos en el año 1071 y de la casa de Anjou en 1400, el dialecto perdió buena parte de sus trazos orientales (llegados a través del griego bizantino) y se vio influida por elementos franceses y galo-itálicos, como la e muda final.
En la Edad Media, la ciudad fue dominada durante un breve periodo por los sarracenos con la consiguiente introducción de algunas palabras árabes, mientras que, en el siglo XV, Tarento cayó bajo el dominio de la Corona de Aragón, desde la cual también llegaron algunos prestamos lingüísticos. A partir de la primera mitad del siglo XVI, el vulgar toscano, es decir, el italiano estándar (presente ya desde hace tiempo en contextos literarios, de estudio y relacionados con la cancillería, junto con el latín),  al igual que en el resto del Reino de Nápoles y de los demás Estados italianos preunitarios, sustituyó definitivamente al latín como idioma oficial de la administración, quedando así el tarantino exclusivamente como idioma veicular e informal entre las masas, hasta hoy en día.
El particular cierre vocálico y el alargamiento de las "vocales duras" han dado al dialecto tarantino una cadencia que recuerda a un "dialecto árabe" aunque con alguna referencia a los sonidos dóricos arcaicos.
En la actualidad, debido a la presencia en Tarento de un grande arsenal naval y encontrándose en el puerto de la ciudad la más importante base de la Marina Militare (la Armada de Italia), es posible escuchar hablar —a menudo juntos o mezclados al dialecto proprio del lugar— casi todos los dialectos italianos.

## Tradiciones dialectales
Las tradiciones dialectales de Tarento afondan sus orígenes en las antiguas tradiciones griegas y romanas.

## Fonología

### Vocales
Además de las cinco vocales típicas del italiano, el dialecto tarantino
cuenta con otras cinco: é y o son vocales cerradas, la á que tiene un sonido particularmente cerrado, casi semimudo, e í y ú llamadas "vocales duras", porque se pronuncian con una notable vibración de las cuerdas vocales.
También están la vocales abiertas à è ì ò ù y las vocales largas â ê î ô û que poseen valor doble respecto a las italianas. Existe también otra vocal, la e muda, la cual no se pronuncia a final de palabra y es semimuda en medio de palabra; así, una palabra como perebìsse debe pronunciarse omo [p'r'biss]. Los diptongos se pronuncian como en italiano, con excepción de la ie, que se pronuncia como una i larga si se encuentra en medio de palabra, mientras que si se encuentra al final se pronunciará como una i seguida inmediatamente de una e semimuda, y au que se pronuncia como en francés [o].

### Consonantes
Las consonantes son las mismas que las del italiano, con solo cinco más: c si se encuentra en posición postónica tiende a ser pronunciada como sc en sciocoo, j se pronuncia como la Y de la palabra inglesa yellow, el nexo sck donde sc se pronuncia como en la palabra italiana scena, l como la c de casa, el nexo ije pronunciado más o menos como ille en la palabra francesa bouteille, e la v en posición intervocálica que no tiene ningún sonido (ej.: avuandáre, tuve, etc.). Las consonantes dobles son muy frecuentes a principio de palabra, y poseen un sonido más fuerte respecto a su correspondiente solo.

### Diéresis
A causa del gran número de homófonos presentes en el dialecto tarantino, a veces se diferencian por medio de un acento o de la diéresis, esta última se adopta sobre todo para indicar hiato entre dos consonantes, por ejemplo:
- fiúre flores, fïure [figura];
- pèsce [pescado], pésce [peor], etc.

### Disimilación y asimilación
La disimilación es un fenómeno por el cual dos sonidos, encontrándose en estrecho contacto, tienden a diferenciarse:
- lat. cultellus - tar. curtíedde [cuchillo].

La asimilación es cuando la consonante inicial de una palabra se convierte en la consonante de la segunda sílaba de la misma palabra, seguida de una anticipación de la articulación fonética de esta última:
- lat. juscellum - tar. sciuscijlle [tipo de sopa].

Una particularidad que salta rápidamente a la vista de quien por primera vez lee un texto en dialecto tarantino, es el fenómeno de la geminación, o más simple la duplicación inicial o sintáctica.
Esto es un fenómeno de fonosintaxis, es decir, a causa de la pérdida de la consonante final de algunos monosílabos (asimilación fonosintáctica), la consonante inicial de la palabra siguiente se refuerza.
Los principales monosílabos que dan lugar a la geminación son:
- a: a (preposición);
- e: y (conjunción);
- cu: con (conjunción o preposición);
- addà: allí, allá (adverbio);
- aqquà: aquí (adverbio);
- ogne: cada(adjetivo indefinido);
- cchiù: más (adjetivo y adverbio);
- pe': para (preposición);
- jè: es (verbo ser);
- sì: eres (verbo ser);
- so': somos (verbo ser);
- 'mbrà: entre (preposición);
- tré': tres (numeral).

La duplicación inicial es indispensable en la lengua oral para entender el significado de la frase:
- hè fatte bbuéne [has hecho bien];
- è ffatte bbuéne [está bien hecho].

Como se ve en el ejemplo, el refuerzo de la f se revela fundamental para el sentido de la afirmación. He aquí otro ejemplo:
- 'a máne [la mano] - a mmáne [a mano];
- de pètre [de piedra] - cu ppètre [con piedra];
- 'a cáse [la casa] - a ccáse [a casa].

## Gramática
La gramática tarantina es algo distinta de la italiana. Presenta construcciones de carácter típicamente griego y latino.

### Morfología

#### Artículos y sustantivos
El dialecto tarantino presenta dos géneros, masculino y femenino. Teniendo la terminación en -e muda, el género de las palabras tan sólo es reconocible mediante el artículo, que en tarantino es 'u, 'a para el artículo determinado y 'na, 'na para el indeterminado.
Si el sustantivo que sigue al artículo empieza por vocal, se apostrofa, a menos que no hubiera una consonante inicialmente anteriormente caída:
- l'acchiále [las gafas];
- l'ome [el hombre];
- 'n'àrvule [un árbol];
- le uáje [los problemas];
- 'u uéve [el buey];
- 'a uagnèdde [la chica].

#### Plural y femenino
La formación del plural es bantante compleja.
Para muchos sustantivos y adjetivos no existe, es decir, son invariables:
- 'u libbre [el libro] - le libbre [los libros];
- l'àrvule [el árbol] - l'àrvule [los árboles].

Algunos añaden el sufijo -ere:
- a cáse [la casa] - le càsere [las casas];

Otros cambian la vocal temática:
- 'a fogghie [la hoja] - le fuègghie [las hojas];
- 'u chiangóne [la roca] - le chiangúne [las rocas].

Otros cambian las dos cosas:
- 'u pertúse [el agujero] - le pertòsere [los agujeros];
- 'u paìse [el país] - le pajèsere [los países].

Por último, existen plurales irregulares:
- l'anijdde [el anillo] - l'anèddere [los anillos];
- 'u figghie [el hijo] - le fíle [los hijos],

o sustantivos de doble formación:
- 'a mulèdde [la manzana] - le mulìdde o le mulèddere [las manzanas].

La formación del femenino sigue las mismas reglas:
Algunos sustantivos y adjetivos permanecen invariables:
- bèdde [bello] - bèdde [bella].

Otros cambian el diptongo uè por o:
- luènghe [largo] - longhe [larga].

#### Pronombres
Los pronombres demostrativos son:
- quiste [esto];
- quèste [esta];
- quidde, [aquel];
- quèdde [aquella, aquellas];
- chiste [estos];
- chidde [aquellos].

Más usadas al hablar son las formas abreviadas:
'stu, 'sta, 'ste.
Los pronombres personales son:
| persona               | sujeto | átono | tónico | reflexivo |
| --------------------- | ------ | ----- | ------ | --------- |
| 1a singular           | ije    | me    | méje   | me        |
| 2a singular           | tune   | te    | téje   | te        |
| 3a singular masculina | jidde  | le    | jidde  | se        |
| 3a singular femenina  | jèdde  | le    | jèdde  | se        |
| 1a plural             | nuje   | ne    | nuje   | ne        |
| 2a plural             | vuje   | ve    | vuje   | ve        |
| 3a plural indistinto  | lóre   | le    | lóre   | se        |
| impersonal            | se     | --    | --     | se        |

Si la forma dativa del pronombre sujeto está seguida de un pronombre objeto, a diferencia del italiano, la forma dativa se omite dejando puesto solo el pronombre objeto:
- 'u diche cchiù ttarde [lo digo más tarde].

Si se quiere, se puede especificar el sujeto mediante la adición de una pronombre personal:
- 'a jidde 'u diche cchiù ttarde [a él lo digo más tarde].

Para la forma de cortesía, el tarantino adopta la forma alocutiva que, como había en Roma, da a todos respeto por igual. Si realmente se quiere expresar respeto hacia el interlocutor, se añade el adjetivo  ussegnorije, dejando siempre el verbo en segunda persona del singular:
- d'addò avíne ussegnorije? [Ella¿de dónde viene?].

Cuando el pronombre reflexivo de la primera persona del plural está seguido de un pronombre objeto (en italiano se hace con ce) y se encuentra en negativo, se convierte en no'nge en dialecto tarantino:
- nu' no'nge ne sciáme [nosotros no vamos allí].

Los pronombres relativos son:
- ci, ce [chi];
- ca [el cual, la cual, los cuales, les cuales].

Por ejemplo:
- ci sì tu'? [¿Quién eres?];
- 'a cristiáne c'hagghie vìste ajére [La señora que vi ayer];
- le libbre ca m'hé parláte [los libros de los cuales me hablaste].

#### Adjetivos
Los adjetivos posesivos son:
| persona     | masculino singular | femenino singular | plural indistinto | forma enclítica |
| ----------- | ------------------ | ----------------- | ----------------- | --------------- |
| 1a singular | mije               | méje              | mije              | -me             |
| 2a singular | tuje, tuve         | toje, tove        | tuje, tuve        | -te             |
| 3a singular | suje, suve         | soje, sove        | suje, suve        | -se             |
| 1a plural   | nuèstre            | nostre            | nuèstre           | -               |
| 2a plural   | vuèstre            | vostre            | vuèstre           | -               |
| 3a plural   | lòre               | lòre              | lòre              | -se             |

En tarantino, el adjetivo posesivo va siempre después del nombre al cual se refiere:
- 'a màchene méje [la mia automobile].

Otra característica de este dialecto es también la forma enclítica del posesivo a través del sufijo, que sin embargo está limitada a las personas:
- attànm [mi padre];
- màmt [tu madre];
- sòr [su hermana],

etcétera.

#### Preposiciones
Las preposiciones simples son:
- de [di];
- a [a];
- da [da];
- jndre ('nde) [in];
- cu [con];
- suse [su];
- pe'  [per];
- 'mbrà [entre].

Podemos usar también como preposiciones:
- sott [bajo];
- abbàsch [debajo, abajo].

Las preposiciones articuladas son:
|       | 'u      | 'a     | le                   |
| ----- | ------- | ------ | -------------------- |
| de    | d'u     | d'â    | de le                |
| a     | a'u (ô) | a'     | a lle                |
| da    | d'ô     | d'â    | da le                |
| jndre | jndr'ô  | jndr'â | jndre le, jndr'a lle |
| cu    | c'u     | cu 'a  | cu lle               |
| suse  | sus'ô   | sus'a  | suse le              |
| pe'   | p'u     | p'a    | pe' lle              |

Ca e Cu
Ca (lat. quia) puede tener valor de:
- preposición relativa: vòche a accàtte 'u prime ca jacchie [compraré el primero que encuentre];
- conjunción:
  1. en la proposición declarativa: sacce ca jè 'nu bbuène uagnóne [sé que es un chico valiente];
  2. en laproposición consecutiva: téne numunne de lìbbre c'a cáse soje pare 'na bibbliotèche [Hay tantos libros que su casa parece una biblioteca];
- introduciendo el segundo término de la comparación: jéve cchiù 'a fodde ca 'u rèste [era più la folla che il resto].

Cu (lat. quod) puede tener valor de:
- preposición:  tagghiáre c'u curtíedde [cortar con el cuchillo];
- conjunción [con];
- después de los verbos que expresan un deseo o una orden:  vôle cu mmange [quiere comer];
- para formar el presente de subjuntivo:  cu avéna aqquà [que venga aquí];
- en la forma adversativa:  cu tutte ca [con todo que];
- en las proposiciones finales:  vuléve cu éve cchiù ìrte [habría querido ser más alto];
- en las proposiciones finales:  avàste cu ppáje [basta que pague];
- como presente perifrástico:  sté cu avéne [está al caer].

El partitivo no existe en tarantino, y para traducirlo se utilizan dos formas:
- 'nu pìcche [un poco];
- dóje [dos].

Por ejemplo:
- pozze avè 'nu pìcche de marànge? [potrei avere delle arance?];
- ajére hagghie accattáte do' mulèddere [Ayer compré dos manzanas].

### Verbos
El sistema verbal tarantino es muy complejo y diferente del italiano. Esto se debe a la construcción de origen latino y griego. Posee dos conjugaciones, que son: -áre ed -ére.
Los verbos principales y sus conjugaciones en indicativo presente son:
- Ser (no como auxiliar): so', sì(nde), jé (o éte), síme, síte, sò(nde);
- Haber (también en lugar de deber): hagghie, hé, ha, ame, avíte, honne;
- Estar: stoche, sté(je), sté(je), stáme, státe, stonne;
- Andar: voche, vé(je), vé(je), sciáme, sciáte, vonne;
- Tener (en el sentido posesivo): tènghe, tíne, téne, teníme, teníte, tènene;
- Hacer: fazze, fáce, fáce, facíme, facíte, fàcene.

Característica típica es el uso frecuente de la prótesis de la vocal -a-, que lleva a una doble forma verbal:
- cògghiere e accògghiere [recoger];
- 'ndruppecáre e attruppecáre [tropezar].

También está la presencia del sufijo incoattivo -èscere derivado del antiguo -ire:
- durmèscere [dormir];
- sparèscere [desaparecer];
- scchurèscere [anochecer].

Es muy extensa la alternancia vocálica entre los verbos de la primera conjugación, debido a la metafonía. Estos están sujetos a la diptongación de la última vocal temática (-o- en -uè- y -e- en -ie-). Por ejemplo:
- sciucáre [jugar]: ije scioche, tu' sciuèche, jidde scioche,...;
- annegghiáre [desaparecer]: ije annègghie, tu' anniegghie, jidde annègghie,....

#### Conjugaciones
Los verbos de la segunda conjugación, cambian la o en u:
- còsere [coser]: ije cóse, tu' cúse, jidde cóse,...;
- canòscere [conocer]: ije canòsche, tu' canúsce, jidde canòsce,....

#### Infinitivo
El infinitivo del verbo se realiza, especialmente en el habla informal, mediante l'apocopación de las formas llamadas "del diccionario":
- addumandà, addumannà [pedir];
- canoscè [conocer].

Si al infinitivo lo sigue un verbo de deseo u orden, se traducee con la conjunción cu seguida del presente de indicativo del verbo:o
- te vògghie cu dìche [quiero decirte];
- dìlle cu avéne [dile que venga].

#### Modo indicativo
Las desinencias para formar el presente de indicativo son:
- primera conjugación: -e, -e, -e, -áme, -áte, -ene;
- segunda conjugación: -e, -e, -e, -íme, -íte, -ene.

A diferencia de los otros dialectos de Puglia, en el tarantino no aparece la desicencia -che en la primera persona. Esta desinencia se utiliza, sin embargo, en los verbos mosílabos.:
- voche [voy];
- vèche [veo];
- stoche [estoy].

El presente continuo en tarntino se forma con el indicativo presente del verbo stare + preposición a + indicativo presente del verbo:
- stoche a ffazze [estoy haciendo].

Hacen excepción a esta regla la segunda y la tercera personas del singular, las cuales no necesitan el uso de la preposición a:
- sté studie [está estudiando];
- sté mmange [está comiendo].

En el imperfecto encontramos las siguientes desinencias::
- primera conjugación: -áve, -áve, -áve, -àmme, -àveve (-àvve), -àvene;
- segunda conjugación: -éve, -íve, -éve, -èmme, -ivene (-ìvve), -èvene.

Para el tiempo perfecto las desinencias son:
- primera conjugación: -éve, -àste, -óje, -àmme, -àste, -àrene;
- segunda conjugación: -íve, -ìste, -íje, -èmme, -ìste, -érene.

En tarantino no existe una forma univerbal de futuro, por lo que a menudo se sustituye por el tiempo presente o bien se expresa mediante la perífrasis de futuro derivada del latín habeo ab + infinitivo, caracterítisca común a otras lenguas, como la sarda:
- hagghie a ccundà' [diré].

Esta construcción también se utiliza para expresar necesidad:
- Ce amm'a ffà? [¿Qué debemos hacer?].

#### Modo subjuntivo
El presente de subjuntivo posee una forma particular, típica de los dialectos salentinos; se construye con la conjunción cu seguida del presente de inficativo:
- Dille cu avènene cu nnuje! [¡Dile que venga con nosotros!].

Por el contrario, el imperfecto de subjuntivo posee desinencias propias:
- primera conjugación: -àsse, -àsse, -àsse, -àmme, -àste, -àssere;
- segunda conjugación: -ìsse, -ìsse, -èsse, -èmme, -ìste, -èssere.

#### Modo condicional
Otro tiempo verbal inexistente es el condicional', sustituido por el imperfecto de indicativo o por el imperfecto de subjuntivo:
- vuléve scè' ô cìneme [Me gustaría ir al cine.];
- vulìsse venè' pur'ije [Me gustaría ir yo también].

#### Modo imperativo
El imperativo se forma añadiendo la desinencia -e a la segunda persona del singular, -àme o -íme a la primera persona del plural, y -àte o -íte a la segunda persona del plural:
- tremíende! [¡Mira!],
- sciàme! [¡Vamos!],
- aveníte! [¡Ven!].

La formación del imperativo negativo es más complicada, se obtienen mediante la perífrasis verbal  scére + gerundio (del latín ire iendo):
- 'nò scè' scènne a' scole créje! [¡No vayáis mañana a la escuela!].

#### Modo gerundio
El gerundio se obtine añadiendo la desinencia -ànne a los verbos del primer grupo, y -ènne a los verbos del segundo:
- 'nghianànne [subiendo],
- fuscènne [corriendo].

A veces para traducir el gerundio se recurre a una preposición relativa:
- hagghie vìste 'u film ca stè mangiáve [He visto la película comiendo].

#### Modo participio
El participio pasado se forma añadiendo el sufijo -áte a los verbos del primer grupo, y -úte a los del segundo. Aún quedan participios pasados terminados en -ste:
- viste [visto],
- puèste [puesto],
- rumàste [mantenido].

#### Ser
| persona      | Presente de indicativo | Imperfecto    | Perfecto | Presente de subjuntivo | Imperfecto de subjuntivo |
| ------------ | ---------------------- | ------------- | -------- | ---------------------- | ------------------------ |
| Ije          | so'                    | ére           | fuéve    | cu sije                | fòsse                    |
| Tune         | sì(nde)                | ìre           | fuìste   | cu sía                 | fuèsse                   |
| Jidde, Jèdde | jè, éte                | ére, jéve     | fu'      | cu sije                | fòsse                    |
| Nuje         | síme                   | èreme         | fuèmme   | cu síme                | fòsseme                  |
| Vuje         | síte                   | írene         | fuèsteve | cu síte                | fuèsseve                 |
| Lóre         | sò(nde)                | èrene, jèvene | fúrene   | cu síene               | fòssere                  |

#### Estar
| persona      | Presente de indicativo | Imperfecto | Perfecto | Presente de subjuntivo | Imperfecto de subjuntivo |
| ------------ | ---------------------- | ---------- | -------- | ---------------------- | ------------------------ |
| Ije          | hagghie                | avéve      | avìbbe   | cu hagghie             | avìsse                   |
| Tune         | hé                     | avíve      | avìste   | cu hagghie             | avìsse                   |
| Jidde, Jèdde | ha(ve)                 | avéve      | aví      | cu hagghie             | avèsse                   |
| Nuje         | ame                    | avèveme    | avèmme   | cu avìme               | avìsseme                 |
| Vuje         | avíte                  | avìveve    | avìsteve | cu avíte               | avìsseve                 |
| Lóre         | honne                  | avèvene    | avèrene  | cu honne               | avèssere                 |

## Ejemplos
| El Padrenuestro Táte nuéstre, ca stéje jindr’a le cíjele, cu ssije sandefecáte ’u nóme túve; cu avéne ’u règne túve; cu ssija fatte ’a vulundá’ ttóve, a ccume ’Ngíjele accussíne ’nDèrre. Dànne ósce a nnúje ’u páne nuèstre e pp’ogne ggiúrne, e llívene a nnúje le díebbete nuèstre a ccúme nú’ le leváme a lle debbetúre nuèstre, e nnò ffá’ ca n’abbandúne a’ ’ndendazzióne, ma lìbberene d’ô mále. Amen. | El Ave María Avemmaríje, Ave Maríje, chiéna de gràzzie, ‘u Segnóre sté’ cu ttéje, tu’ sìnde ’a benedètte ’mbrà le fèmene e bbenedètte jié’ ’u frùtte d’a vèndra tóje, Gesù. Sànda Maríje, màtra de Dije, ppríje pe’ nnúje peccatúre, móne e jind’a ll’ore d’a mòrta nòstre. Amen. |